# Mansour Sora Wade
Mansour Sora Wade (Dakar, 1952) è un regista senegalese.

## Biografia
Nasce a Dakar nel 1952. 
Fin da bambino è un appassionato spettatore, come dichiarato in un'intervista alla rivista on line Assaman  nella quale ricorda l'espediente escogitato per vedere senza pagare i film proiettati in un cinema di fronte a casa sua. Come altri registi senegalesi, tra i quali Djibril Diop Mambéty, Wade si avvicina al cinema attraverso il genere western molto diffuso nelle sale di Dakar.  
Si trasferisce in Francia per studiare cinema a Parigi dove si appassiona al cinema giapponese scoprendo alcuni punti in comune tra  l'estetica e la cultura cinematografica giapponese e quella africana.  A metà degli anni Settanta ritorna in Senegal dove inizia a lavorare come  regista presso la tv senegalese. Viene chiamato dal Ministro della Cultura per lavorare per  l'archivio audiovisvo per il quale effettua ricerche in tutto il paese per  raccogliere testimonianze  delle avanguardie del patrimonio culturale.Dirigerà l'Archivio dal 1977 al 1985. Nel 1979 realizza i suoi primi tre cortometraggi in 16mm.
Dopo dieci anni decide di ripartire per la Francia per poi rientrare definitivamente nel 2003 in Senegal.   
Nel 1989, Fary l'ânesse è il corto che lo impone all'attenzione dei festival internazionali. Negli anni Novanta si afferma anche come regista di documentari. Nel 2001 debutta alla regia di un lungometraggio, Ndeysaan (Le prix du pardon), con il quale ottiene numerosi riconoscimenti tra cui il premio per il miglior lungometraggio al Festival del Cinema Africano, d'Asia e America Latina di Milano nel 2002 e il Tanit d'Or alle Giornate cinematografiche di Cartagine.

## Filmografia

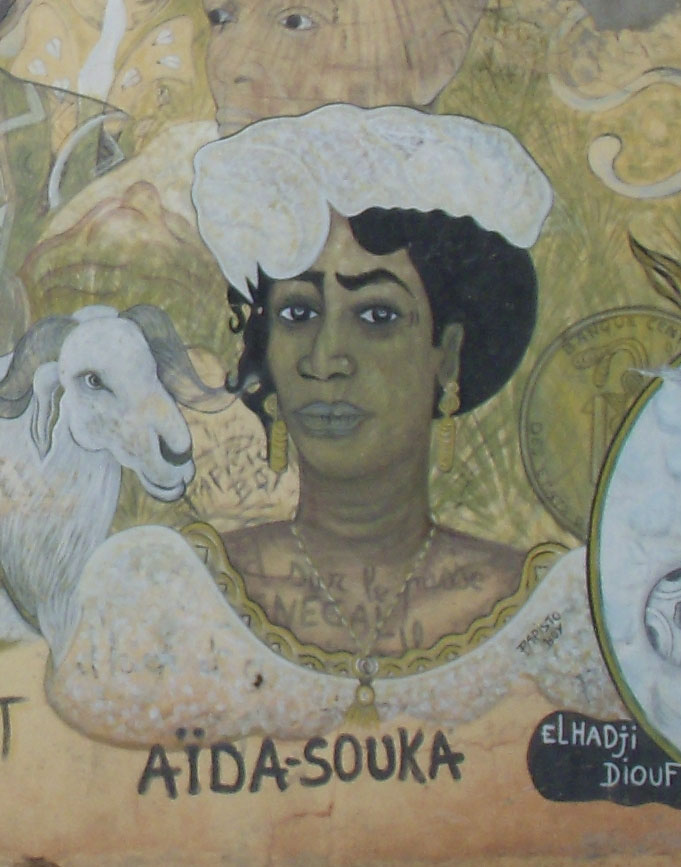
Aida Souka in una pittura murale

- Bi Beggel, cm - L'avare et l'étranger, cm - Lambju Mag II, cm, 1979
- Fary l'ânesse, cm, 1989
- Taal Peex, cm, 1990
- Picc-Mi, cm, 1992
- Aïda Souka, cm, 1993
- Iso Lo, doc, 1994
- Les laveurs du Banco, doc, 1996
- Les plasticiens de Ouakam, doc, 1996
- Ndeysaan (Le prix du pardon), lm, 2001
- Les feux de Mansaré, lm, 2009